# Meistersaal

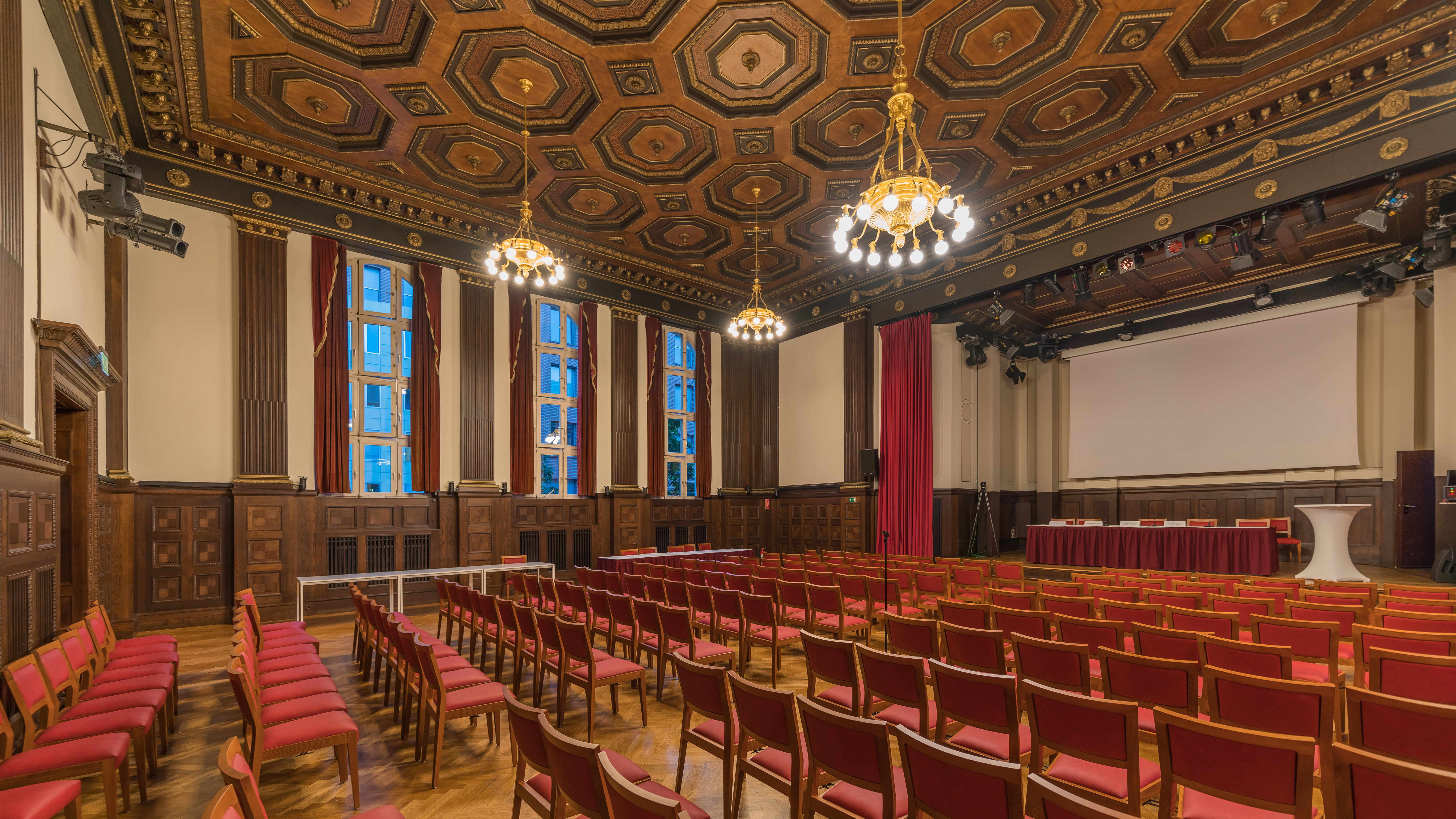
Innenansicht des Meistersaals

Der Meistersaal ist ein denkmalgeschützter ehemaliger Kammermusiksaal in Berlin-Kreuzberg in der Nähe des Potsdamer Platzes. Berühmtheit erlangte er durch seine zeitweilige Nutzung als Studio 2 der Hansa-Tonstudios. Seit den 1990er Jahren wird der Meistersaal für unterschiedliche Veranstaltungen genutzt.

## Geschichte

### 1910–1913: Die Gründung des Meistersaals
Im Jahre 1910 erwarb der Verband der Baugeschäfte von Berlin und Vororten e. V. – später Innung des Bauhandwerks – das Grundstück in der Köthener Straße 38, um dort sein Verbandshaus zu errichten. Mit der Planung wurde die Architektengemeinschaft Giesecke & Wenzke beauftragt. Nach dreijähriger Bauzeit umfasste das Gebäude die Büros des Verbandes, einige Rechtsanwaltskanzleien sowie eine Buchhandlung und wurde am 6. Oktober 1913 durch den Vorsitzenden des Verbandes, Otto Heuer, eingeweiht. Im eigentlichen Kernstück des Gebäudes, das aus einem 266 Quadratmeter großen Kammermusiksaal besteht, wurden schon früh Tagungen und Konzerte veranstaltet. Seinen Namen Meistersaal erhielt der Saal durch ein damals durchgeführtes Preisausschreiben. Darüber hinaus wurden in dem Saal den Handwerksgesellen nach bestandener Prüfung die Meisterbriefe durch den Verband der Baugeschäfte überreicht.

### Die zwanziger Jahre
In den 1920er Jahren gewann der Meistersaal zunehmend künstlerische Bedeutung für die Stadt Berlin. So richteten sich im Erdgeschoss des Hauses der Malik-Verlag unter der Leitung von Wieland Herzfelde und die Galerie George Grosz ein. Am 23. Januar 1921 hielt Karl Kraus die erste seiner vier Vorlesungen in Berlin in diesem Saal ab. Nur wenige Tage später, am 27. Januar 1921 gelang es, eine Lesung mit Kurt Tucholsky im Meistersaal zu veranstalten.

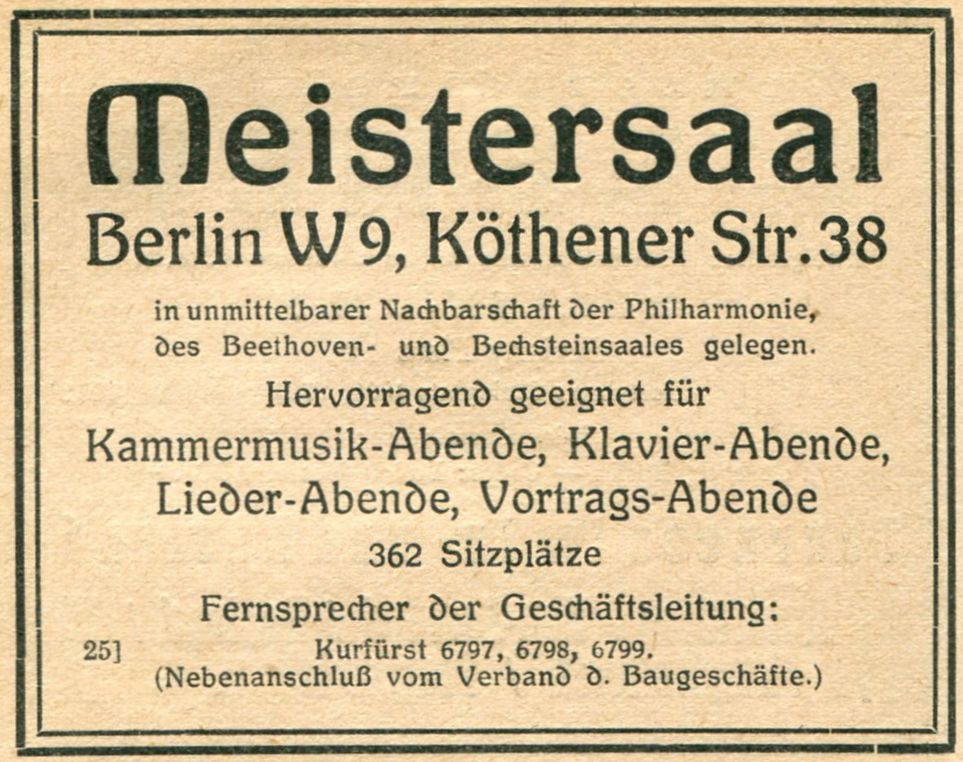
Werbung Meistersaal 1932

Darüber hinaus sind Vorstellungen des Stummfilmschauspielers Carl de Vogt sowie Programme des Schauspielers Ludwig Hardt im Meistersaal bekannt. Die Innung des Bauhandwerks, die sich als Arbeitgebervertretung verstand, verlängerte den Mietvertrag mit den ungeliebten Mietern, deren gesellschaftskritische Ausstellungen in der Galerie immer wieder Aufsehen erregten, nicht, so dass der Malik-Verlag im Jahr 1926 sein Geschäft in der Köthener Straße 38 wieder aufgeben musste. Heute erinnert eine Infotafel am Gebäude an den Malik-Verlag.

### 1933–1945: Nationalsozialismus und Zweiter Weltkrieg
Ab dem Jahre 1933 nutzte die Reichsmusikkammer den Meistersaal für Konzerte. 1936 führte der chilenische Pianist Claudio Arrau im Meistersaal eine Konzertreihe mit dem gesamten Klavierwerk Johann Sebastian Bachs auf, die ihm zu großem Ruhm verhelfen sollte. Bei einem alliierten Luftangriff in der Nacht vom 22. zum 23. November 1943 wurde der hintere Gebäudeflügel des Hauses durch einen Bombentreffer komplett zerstört. Der Meistersaal selbst blieb von den Zerstörungen zwar weitgehend verschont, der Veranstaltungsbetrieb wurde jedoch bis Kriegsende vollständig eingestellt.

### 1945–1961: Ballhaus Susi und Kleinkunst
1945 wurde die Innung von den Alliierten Siegermächten enteignet. Das Haus wurde unter Zwangsverwaltung gestellt und der Saal wurde nach notdürftiger Wiederherstellung von verschiedenen Betreibern als Konzertsaal genutzt, während im Erdgeschoss des Hauses ein Kino betrieben wurde. Obgleich der Versuch, ein Theater im Meistersaal zu etablieren, scheiterte, fanden dort weiterhin Kleinkunstveranstaltungen wie mehrfache Auftritte des Zauberers Fredo Marvelli statt. 1948 wurde der Meistersaal als Ballhaus City, ab dem Jahre 1953 als Ballhaus Susi umgenutzt, bis der Bau der Mauer 1961 dem öffentlichen Veranstaltungsbetrieb ein Ende bereitete. Der Meistersaal, vormals mitten im Zentrum der Hauptstadt gelegen, befand sich nun abgeschieden vom politischen und kulturellen Leben Berlins.

### 1961–1976: Die Nutzung als Tonstudio durch Ariola

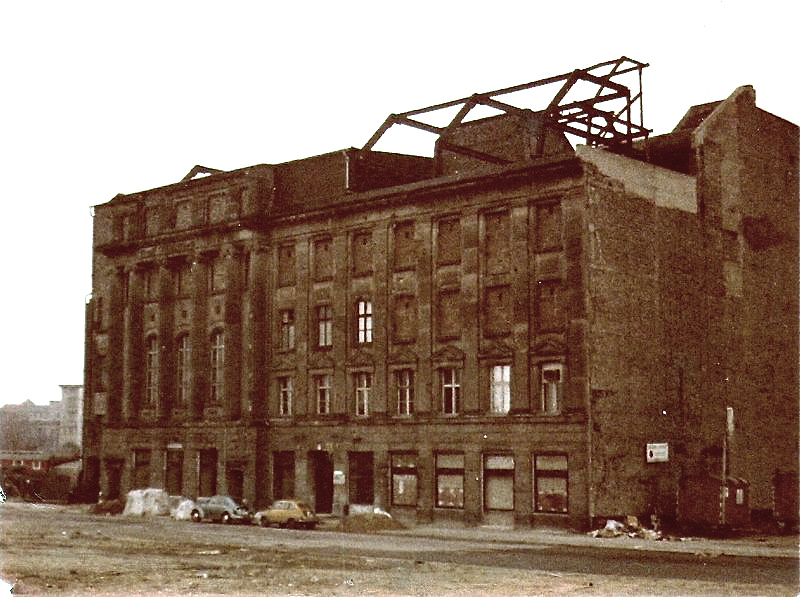
Der Gebäudekomplex Köthener Straße 38 im Jahr 1975 vor der Sanierung

Ab dem Jahre 1961 nutzte das Plattenlabel Ariola den Meistersaal für Schallplattenaufnahmen. Die bekanntesten Künstler, die zu dieser Zeit im Meistersaal ihre Musik aufnahmen, waren der Komponist und Dirigent Robert Stolz, der Tenor Rudolf Schock, Peter Kreuder, Ivan Rebroff, Erika Köth, René Kollo, Norbert Schultze, Peter Alexander sowie die schwedische Sängerin und Schauspielerin Zarah Leander. Die nun ruhige Lage des Meistersaals in der Nähe der Berliner Mauer begünstigte dessen Nutzung als Tonstudio.

### 1976–1991: Nutzung durch die Hansa Tonstudios
1976 erwarben die Meisel Musikverlage das gesamte Anwesen in der Köthener Straße 38, um dort ihre insgesamt fünf Hansa-Tonstudios einzurichten. Sämtliche noch vom Bombentreffer gezeichneten Stockwerke des Gebäudes wurden saniert und den Erfordernissen von Tonstudios angepasst. Im Erdgeschoss eröffnete ein Restaurant, während der Meistersaal zum Studio 2 umgetauft wurde. In dieser Zeit gewann der Meistersaal in der Musikwelt weltweite Berühmtheit, da er fortan vielen international bekannten Künstlern (unter anderem U2, Iggy Pop, Depeche Mode, David Bowie, Eartha Kitt, Richard Clayderman, Marillion, Mike Batt, David Byrne, Nick Cave, Snow Patrol, Jon Bon Jovi, Supergrass) als Aufnahmeraum diente. Bekannte nationale Künstler, die im Meistersaal ihre Musik aufnahmen, sind unter anderem: Einstürzende Neubauten, Peter Maffay, Udo Lindenberg, Udo Jürgens, Roland Kaiser, Nina Hagen, Nena, Marianne Rosenberg, Die Toten Hosen, Heiner Pudelko, Ute Lemper, Trio, Reinhard Mey, Max Raabe, Jack White oder Paul Kuhn.
Mit dem Fall der Mauer ging die bisher ruhige Lage des Meistersaals verloren. Der Bedarf an Aufnahmestudios dieser Größenordnung war ebenfalls nicht mehr vorhanden, so dass aus Kostengründen die Schließung des Studio 2 beschlossen wurde. Mit der letzten Produktion erlebte der Meistersaal im Oktober und Dezember 1990 noch einmal einen Höhepunkt, da die Gruppe U2 Teile ihres Albums Achtung Baby dort aufnahm.

### Seit 1991
Thomas Meisel, Mitbegründer der Hansa Musik Produktion und Eigentümer des Gebäudes, entschloss sich, den Meistersaal wieder seinem Zweck als Veranstaltungsort zuzuführen und – soweit möglich – den ursprünglichen Zustand wiederherzustellen. Die Restaurierungsarbeiten begannen am 1. März 1993 und dauerten 18 Monate, mehr als doppelt so lange wie ursprünglich veranschlagt. Dies lag unter anderem daran, dass die Festschrift zur Eröffnung des Meistersaals nach dessen Fertigstellung im Jahre 1913 auftauchte, in der bis dato unbekanntes Bildmaterial vom Meistersaal und angrenzenden Räumlichkeiten enthalten war. Fast alle Arbeiten waren schon begonnen oder teilweise abgeschlossen; ganze Bereiche wurden erneut geändert.
Ab Oktober 1994 wurde der Meistersaal unter der Regie von Direktor Kurt Lutz, Mitbegründer des „Berliner Globe Theater“ im ehemaligen Hotel Esplanade am Potsdamer Platz, – teilweise durch Kurt Lutz persönlich – bespielt. Der Programmschwerpunkt lag auf Klavier- und Liederabenden, Theater und Lesungen, allerdings ohne städtische Subventionierung, was sich als unrentabel erwies. Ende 2002 trennten sich die gemeinsamen Wege; neuer Betreiber des Meistersaals und Nachfolger von Kurt Lutz wurde der ehemalige Auktionator Mark Karhausen. Auch hier trennten sich die Wege nach sechs Jahren. Im Februar 2009 kam es nach einigen technischen Umbaumaßnahmen zur dritten Neueröffnung des Meistersaals, diesmal durch die BESL Business Event Services & Locations GmbH. Seitdem dient der Meistersaal als Eventlocation und als Veranstaltungsstätte für Kulturveranstaltungen; er wird seit dem Umzug der Emil Berliner Studios (des ehemaligen Tonstudios der Deutschen Grammophon) nach Berlin wieder vermehrt für Musikaufnahmen genutzt.

## Architektur
Das Meistersaal-Ensemble erstreckt sich mit den dazugehörigen Räumlichkeiten über zwei Geschosse. Die Gesamtfläche beträgt etwa 650 Quadratmeter, wobei 266 Quadratmeter auf den Meistersaal selbst (inklusive Bühne) entfallen. Im Erdgeschoss findet sich das Eingangsfoyer mit Garderobe. Von dort aus führt eine Treppe in die im ersten Obergeschoss gelegene Wandelhalle, welche dem Meistersaal vorgelagert ist und diesen mit dem Grünen Salon verbindet. Der 79 Quadratmeter große grüne Salon ist der offizielle Barbereich des Meistersaals mit fest installiertem Bartresen. Es befinden sich sowohl im Erdgeschoss als auch im ersten Stockwerk Herren- und Damentoiletten. Infolge des gesetzlichen Rauchverbotes wurde Anfang 2009 neben dem Grünen Salon eine Raucherlounge eingerichtet.

### Die Straßenfront

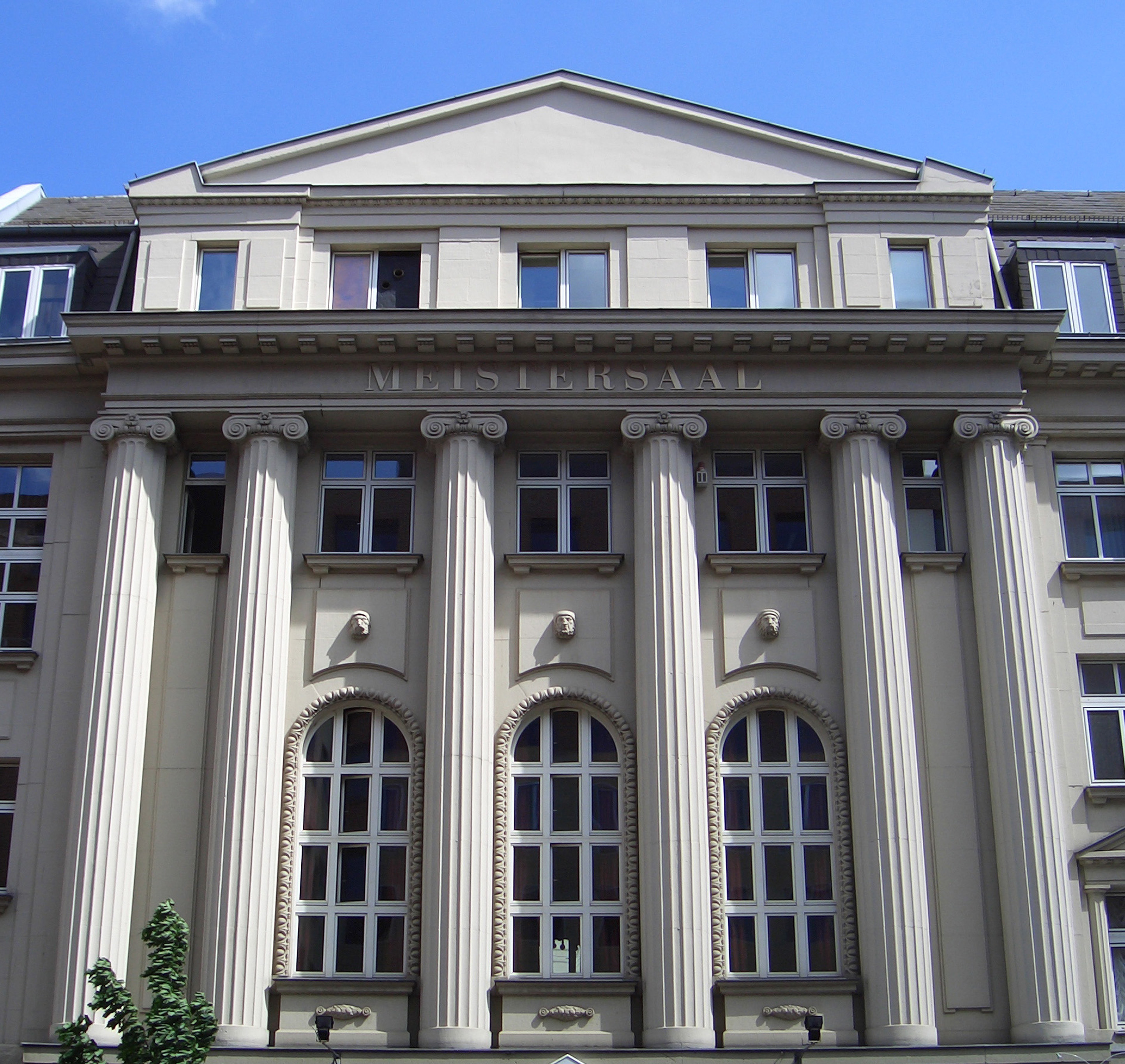
Vorderansicht des Meistersaals heute

Die Straßenfront des Meistersaals wurde in streng neoklassizistischem Baustil gehalten. Sechs ionische Säulen grenzen den im nördlichen Gebäudeteil gelegenen Meistersaal vom Rest des Gebäudes ab. Im Fries direkt oberhalb der Säulen wurde der Name des Verbandes, im dreieckigen Giebel das Jahr der Erbauung eingraviert. Heute findet sich im Fries der Schriftzug „Meistersaal“, während der neu errichtete Giebel ohne Beschriftung oder Ornamente blieb.

### Der Eingang
Der mit schwarzem Marmor ausgekleidete Eingang des Gebäudes – ursprünglich Vestibül genannt – beherbergt den Zugang zum Eingangsfoyer des Meistersaals sowie den Zugang zum Treppenhaus mit Fahrstuhl zu den Büroräumen. Linkerhand befindet sich ein Schaukasten des Meistersaals, welcher im Zuge der Restaurierungsarbeiten freigelegt und wiederhergestellt wurde. Mittig im Raum befindet sich eine goldene Tafel mit den Logos aller im Haus ansässigen Firmen, rechtsseitig ist eine große Spiegelfläche angebracht. Zwischenzeitlich existierte am Eingang ein Pförtnerhäuschen, welches vermutlich bei den Restaurierungsarbeiten entfernt wurde.

### Das Eingangsfoyer
Das heutige Eingangsfoyer wurde als Vorhalle zum Meistersaal konzipiert, dessen Saaltreppe sich zur Wandelhalle hin windet. Dem Originalgrundriss aus dem Jahre 1913 ist zu entnehmen, dass dieser Abschnitt des Gebäudes die größte bauliche Veränderung erfuhr. Große Teile der damaligen Garderobe wurden durch eine Mauer abgetrennt und sind nun Bestandteil des an den Meistersaal angrenzenden Restaurants. Im originalen Grundriss sind im Erdgeschoss nur Damentoiletten verzeichnet; diese wurden um Herrentoiletten ergänzt. Im Erdgeschoss befindet sich noch ein altes Kassenhäuschen, welches aber nicht mehr erkennbar ist.

### Die Wandelhalle

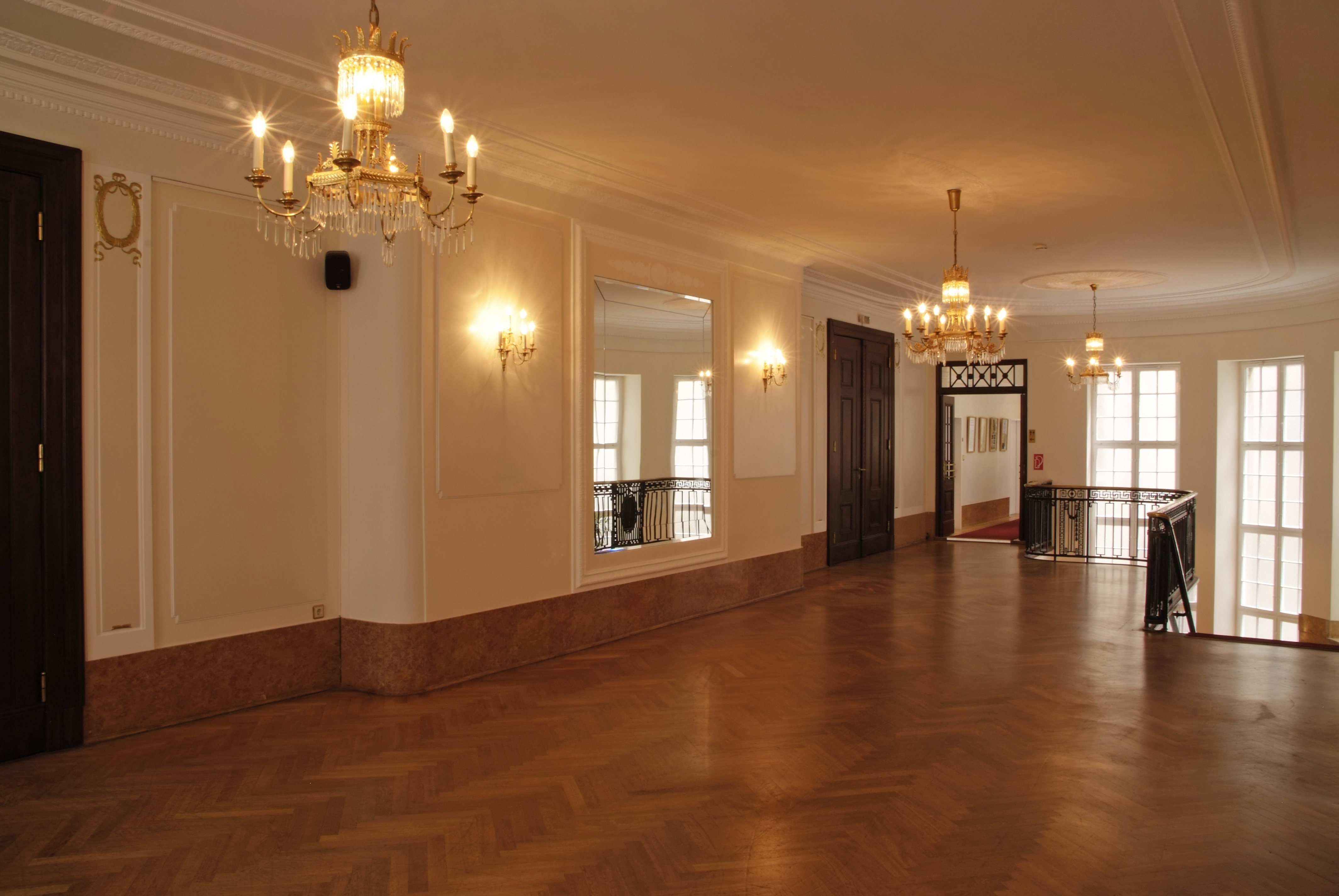
Die Wandelhalle. Links die Saaltüren des Meistersaals, im Hintergrund der Durchgang zum Grünen Salon.

Aufgrund der Rekonstruktion der Wandelhalle anhand der Originalfotos aus der Broschüre zur Eröffnung des Meistersaals ist ihr ursprüngliches Aussehen weitestgehend erhalten geblieben. Deutlichstes Merkmal der Wandelhalle sind neben vielen Stuckverzierungen an der Decke zwei große Spiegelflächen, wobei im Zuge der Restaurierung eine Spiegelfläche durchbrochen wurde, um die Wandelhalle mittels einer (ebenfalls verspiegelten) Tür mit dem Treppenhaus zu verbinden. Neben den Zugängen zum Meistersaal und zum Durchgang zu den Toiletten, dem Raucherzimmer und zum Grünen Salon gibt es in der Wandelhalle einen Durchgang zur Küche des Meistersaals. Die reine Grundfläche der Wandelhalle beträgt 90 Quadratmeter. Zur Zeit der Nutzung des Meistersaals als Ballhaus Susi befanden sich in der Wandelhalle ein fest installierter Tresen als Bierbüffet sowie ein Likörbüffet.

### Der Meistersaal

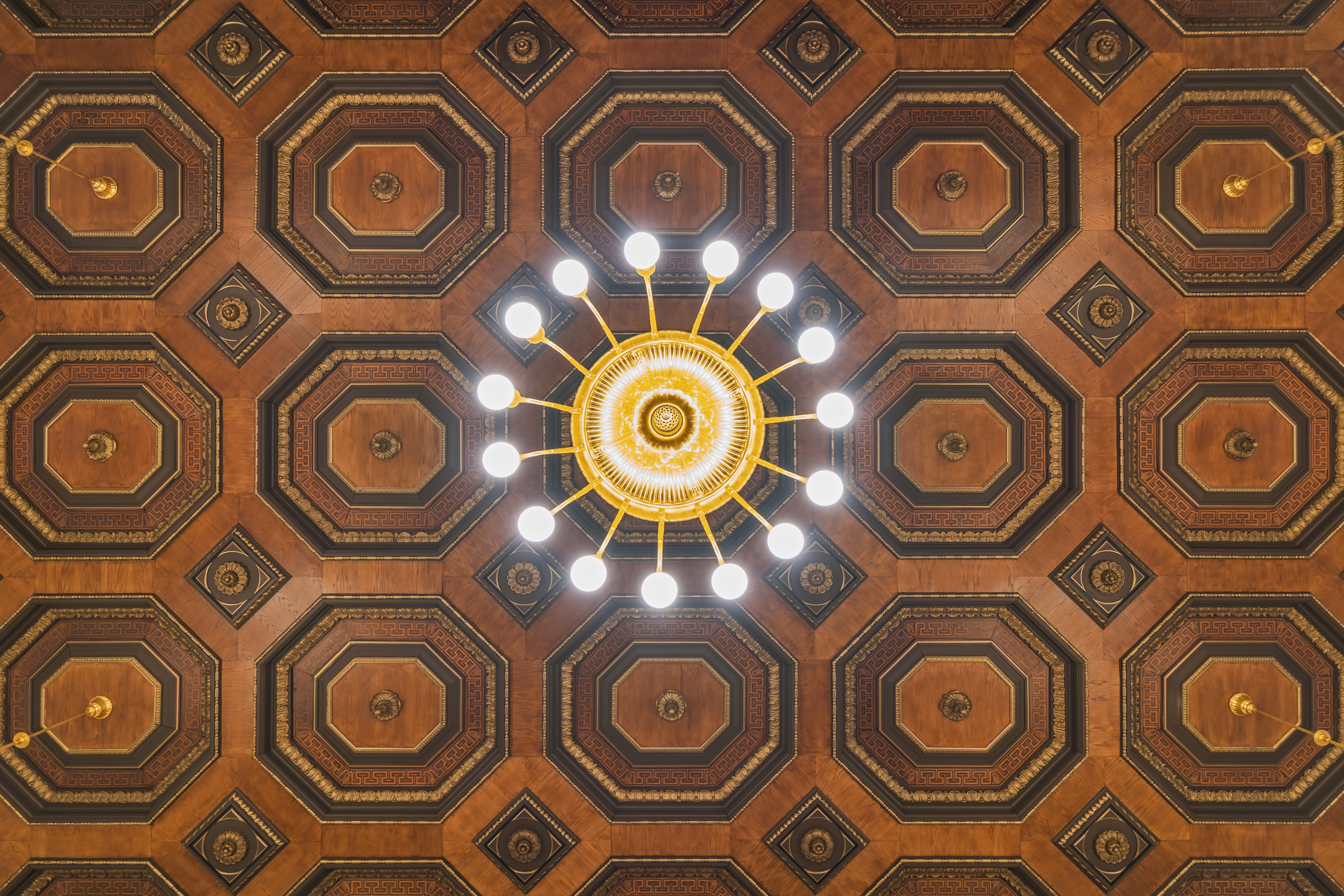
Detail der Kassettendecke des Meistersaals

Eines der baulichen Hauptmerkmale des als Kammermusiksaal konzipierten Meistersaals ist seine – der alten Berliner Philharmonie nachempfundene – sieben Meter hoch gelegene Holzkassettendecke. Weitere architektonische Charakteristika des sich ebenfalls nahezu im Originalzustand befindenden Saales sind sparsam vergoldeter Stuck an der Decke sowie die Gliederung der Wände durch Holzsäulen. Zwei große Saaltüren ermöglichen den Zugang zum Meistersaal. Der Meistersaal besitzt eine 4 × 6 m große Bühne mit rechtsseitig angeschlossener, zweigeschossiger Künstlergarderobe. Die ursprünglich fest installierte Reihenbestuhlung ging im Zweiten Weltkrieg oder kurz nach Ende des Krieges verloren und wurde nicht mehr ersetzt. Nach seiner Wiedereröffnung im Jahre 1994 wurde der Meistersaal stückweise unter Beachtung des Denkmalschutzes mit moderner Licht- und Tontechnik ausgestattet. Die letzten aufwändigeren technischen Umbaumaßnahmen wurden im Frühjahr 2009 begonnen und waren Mitte desselben Jahres abgeschlossen.

### Der Grüne Salon
Die 79 Quadratmeter große Bar des Meistersaals, nach der Erbauung noch grüner Saal genannt, später in Grüner Salon umgetauft, ist mitsamt dem fest installierten Tresen fast vollständig in grünen Farbtönen gehalten. Die Decke ist ebenfalls mit Stuck verziert. In den 50er Jahren wurde der Grüne Salon als Restaurant für die Gäste der Ballhäuser genutzt. In der Zeit von 1961 bis 1990 fungierte der Grüne Salon als Regieraum für die Tonaufnahmen und war per Kamera mit dem Meistersaal verbunden.

## Bedeutung
Der Meistersaal ist eines der wenigen Gebäude in der Köthener Straße, die den Zweiten Weltkrieg überstanden haben (vgl. Geschichte der Köthener Straße), und zugleich einer der wenigen verbliebenen Konzert- und Veranstaltungssäle des Berlins der zwanziger Jahre.
Seine eigentliche Bedeutung erlangte der Meistersaal allerdings durch seine Nutzung als Tonstudio nach dem Bau der Mauer im Jahre 1961.
Die Szenerie, die durch das Ambiente des außergewöhnlichen Aufnahmeraums und durch die Lage an der innerdeutschen Mauer entstand, wirkte besonders für anglo-amerikanische Künstler anziehend und inspirierend. Prominentestes Beispiel hierfür ist der Song „Heroes“ von David Bowie, der in Bowies Berliner Zeit entstand. Als „the big hall by the wall“ oder „the studio by the wall“ wurde der Meistersaal damals weltweit bekannt.
Heutzutage finden regelmäßige Führungen durch den Meistersaal und die Hansa-Tonstudios statt.

## Trivia
- Im April 2009 nahm die schwedische Band Kent ihr achtes Studioalbum Röd im Meistersaal auf.
- Im Juli 2010 nahm die amerikanische Band R.E.M. Teile ihres Albums Collapse into Now im Meistersaal auf.[22][23]